# Urvillea intermedia
Urvillea intermedia är en kinesträdsväxtart som beskrevs av Ludwig Radlkofer. Urvillea intermedia ingår i släktet Urvillea och familjen kinesträdsväxter. Inga underarter finns listade i Catalogue of Life.